# Конференция в Джубе (1947)
Конференция в Джубе в 1947 году — собрание делегатов Великобритании и Судана в июне 1947 года в городе Джуба, в Южном Судане. Организатором конференции является Великобритания. Цель конференции — обсуждение будущего Южного Судана в качестве особого политического образования, и вероятное объединение Северного и Южного Судан. До собрания англичане считали части Южного Судана разными колониями.

## «Южная политика»
В начале XX-го века, когда Судан был частью Британской империи, британская администрация систематически пытались изолировать его юг от севера. в 1922 году была введена так называемая «Южная политика», перекрывавшая доступ арабам с Севера на чёрный Юг и наоборот (для пересечения границы требовались специальные пропуска). В то же время южные районы были открыты для христианских миссионеров, поэтому Южный Судан сегодня — христианская страна, хотя и с явным влиянием традиционного анимизма. «Южная политика» была предназначена для формирования двух отдельных социополитических типов идентичности: арабо-мусульманской северной и англо-христианской южной.

## Причина организовать собрание
Северный Судан заселён арабами, которые исповедуют ислам и гораздо лучше развит. В Южном Судане живут племена, которые исповедуют христианство. С экономической точки зрения Юг сильно отстаёт от Севера. Чтобы Юг не отставал, его объединили с Севером. В свете окончания ВМВ и подготовкой британцев к уходу из колоний (согласно условиям Атлантической хартии) главной целью объединения севера и юга Судана заявлялось эффективное социально-политическое и экономическое развитие региона благодаря возможностям Севера. В то же время идея объединения южной части Судана с Угандой была отвергнута.
В 2012 году, после многолетней гражданской войны, два Судана снова распались.